# Giulio Clovio

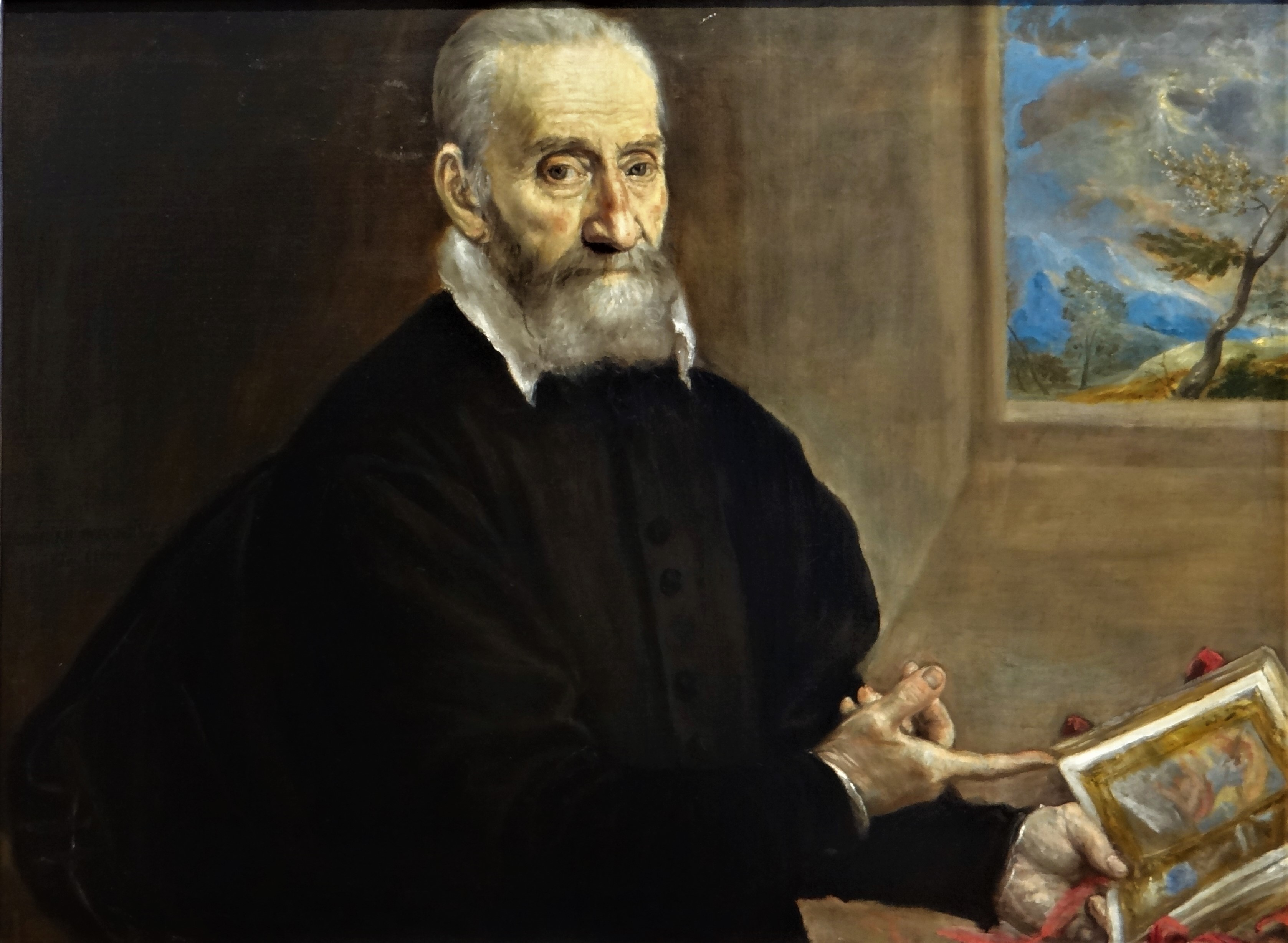
Giulio Clovio, en un retrato pintado en 1571 por El Greco (Museo de Capodimonte de Nápoles). En las manos muestra el Libro de horas del cardenal Farnesio, en cuyas ilustraciones trabajó durante nueve años.

Giorgio Giulio Clovio (Grižane, 1498-Roma, 5 de enero de 1578) fue un pintor del Renacimiento italiano especializado en miniaturas o iluminaciones para libros. Fue apodado el Miguel Ángel de las miniaturas.
Clovio es considerado el mejor ilustrador de libros iluminados del siglo XVI y, seguramente, el último gran maestro de dicho género de origen medieval. De todas formas, su fama actual se debe en gran medida a su amistad con El Greco, a quien ayudó en sus años juveniles en Italia.

## Biografía
Giulio Clovio nació en Grižane, localidad cercana a Crikvenica, en el área del golfo de Carnaro, territorio que entonces pertenecía a la República de Venecia y ahora a Croacia, aunque también algunas fuentes afirman que nació en Drivenik, donde se ha levantado un monumento dedicado a Clovio. 
Tras el saco de Roma de 1527, en el que sufrió arresto, tomó los hábitos monacales en la abadía benedictina de San Rufino de Mantua, donde cambió el nombre Giorgio por el de Giulio en homenaje a su maestro, Giulio Romano.  Él mismo afirmó que se formó en la Dalmacia veneciana y ya en Italia perfeccionó su arte con Giulio Romano en Roma y con Girolamo dai Libri en Verona. Vivió en Venecia, Florencia y otras ciudades, pero la mayor parte de su vida en Roma, donde falleció. Trabajaba por encargo, habitualmente para reyes y miembros ilustres de la curia, los únicos coleccionistas que podían costear suntuosos libros ilustrados a mano (iluminados) cuya elaboración podía durar años. 

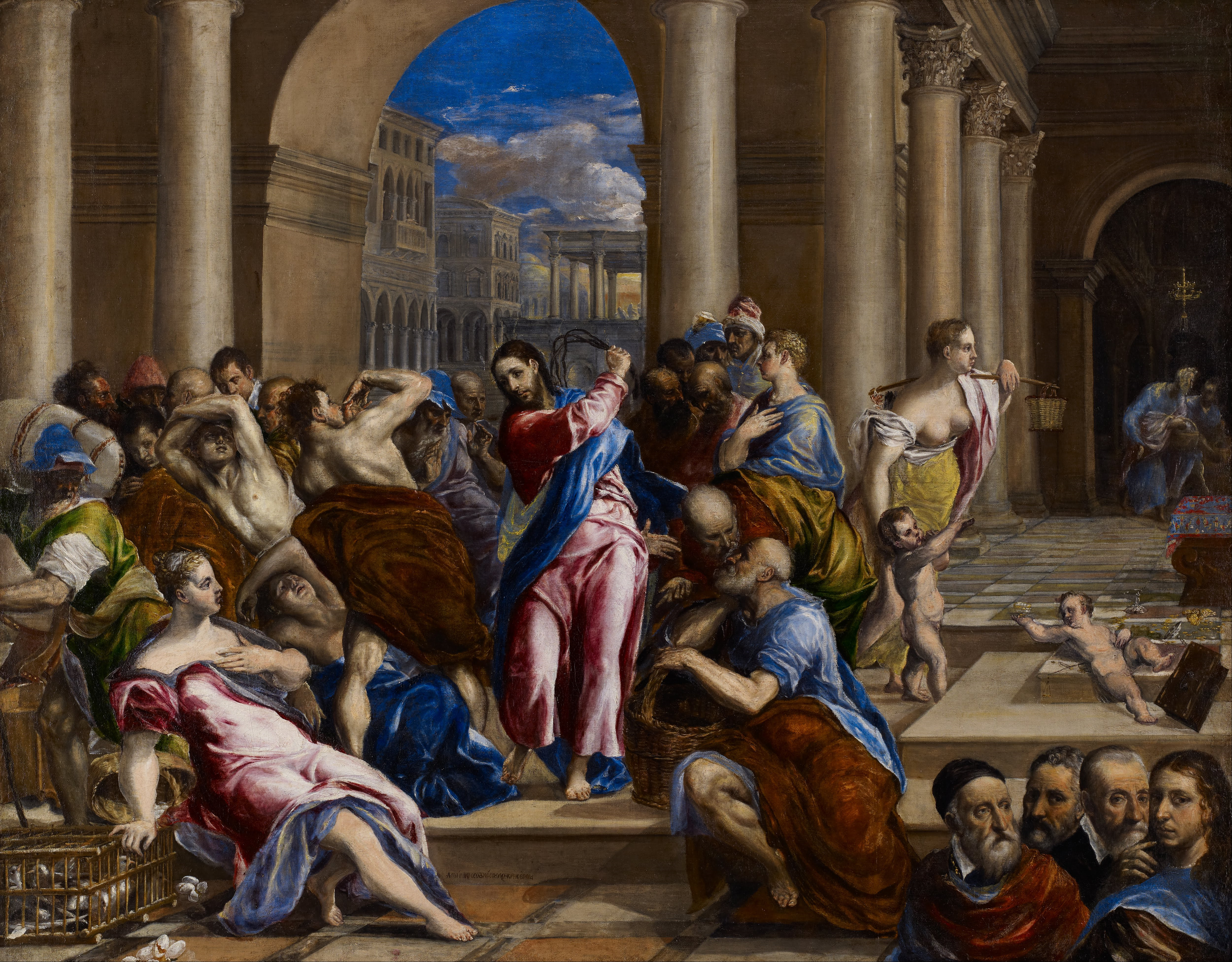
La expulsión de los mercaderes del Greco (Instituto de Arte de Minneapolis). En su ángulo inferior derecho aparece Giulio Clovio retratado entre Tiziano, Miguel Ángel y Rafael.

Clovio se especializó en temas históricos y religiosos en formatos reducidos, generalmente para libros exclusivos: portadas y demás ilustraciones a toda página así como imágenes marginales. Hay que precisar que no eran grabados coloreados, sino pinturas únicas sobre pergamino que requerían un esmerado diseño y una ejecución de pulso firme con lupa, donde un error podía malograr todo el trabajo.
Llegó a Venecia procedente de Dalmacia a los 18 años de edad. Fue protegido por el cardenal Domenico Grimani, para quien grabó medallas y sellos. Ilustró a mano para él un libro ahora llamado Comentarios de Grimani (Museo Soane de Londres). Hacia 1524 estaba en Buda (Hungría), en la corte de Luis II. Pintó para él Lucrecia y El juicio de Paris. Tras la muerte del rey en la batalla de Mohács (1526), Clovio regresó a Roma. En la «Ciudad Eterna» entró al servicio de los Farnesio. En 1558, acompañó a Pieter Brueghel el Viejo cuando este visitó la urbe. Brueghel pintó un medallón en una hoja de Clovio (conservada en la Biblioteca Pública de Nueva York), pero no se conservan las seis obras de Brueghel que Clovio citó en su testamento.

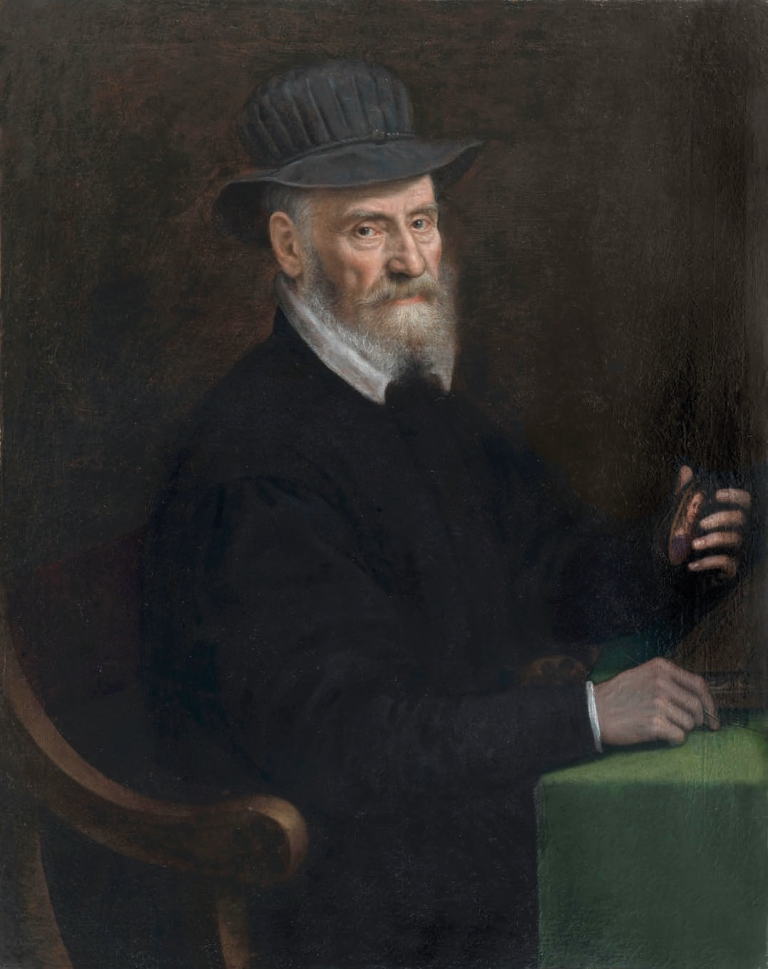
Sofonisba Anguissola: Retrato de Giulio Clovio, h. 1556. Óleo sobre lienzo, 98 x 75 cm. Roma, colección particular. En la mano izquierda sostiene un retrato femenino en miniatura que se ha identificado con el autorretrato en una cajita redonda de Levina Teerlinc, miniaturista de la reina de Inglaterra, que en el testamento de Clovio aparece citado entre sus propiedades.

Clovio también ayudó a un joven de origen cretense, el Greco, llegado de Venecia. Medió para que le diesen un alojamiento en el Palacio Farnesio, argumentando que era un pintor muy prometedor «discípulo de Tiziano» (aunque sólo debió de ser seguidor o imitador de su estilo). El Greco retrató a Clovio en dos cuadros: uno se conserva en el Museo de Capodimonte (Nápoles) y el otro es una escena religiosa, La expulsión de los mercaderes (Instituto de Arte de Minneapolis) que muestra a Clovio como personaje secundario junto a Miguel Ángel, Tiziano y Rafael.
Murió en Roma el 5 de enero de 1578, siendo canónigo lateranense, y su tumba se halla en la basílica de San Pietro in Vincoli, la misma que alberga el Moisés de Miguel Ángel.
Croacia, celebró el 500 aniversario de su nacimiento en 1998. El Banco Nacional de Croacia emitió una moneda de plata de 200 kunas en su honor. Además, se le erigió un monumento en Drivenik. También la Ciudad del Vaticano festejó la efemérides, emitiendo sellos de correos.

### Obras
La obra más famosa de Giulio Clovio es el Officium Virginis o Libro de horas del cardenal Farnesio, un libro de horas iluminado para Alejandro Farnesio que terminó en 1546. Le costó nueve años de trabajo y actualmente se conserva en la Biblioteca Morgan de Nueva York. Contiene 28 miniaturas, muchas de ellas de la Biblia aunque posiblemente la más famosa es una página doble que muestra la procesión del Corpus Christi en Roma. El libro cuenta con una espléndida encuadernación de cubiertas de plata sobredorada, que Giorgio Vasari atribuía por error a Benvenuto Cellini. En el retrato del Museo de Capodimonte del Greco Clovio posa con este libro en la mano. 
Otras obras destacables de Clovio son veinte miniaturas de Las victorias de Carlos V (Biblioteca Británica de Londres), un manuscrito ilustrado de Federico de Montefeltro, duque de Urbino (Biblioteca Vaticana), el llamado Misal Colonna (Biblioteca Universitaria John Rylands) y el Leccionario Townley (Biblioteca Pública de Nueva York). Contiene seis miniaturas a toda página, como La Resurrección y El Juicio Final, opuestas a efigies menores de los evangelistas. El Kunsthistorisches Museum de Viena conserva un autorretrato del artista, pintado al temple sobre vitela en formato circular, firmado y fechado en 1528.
Otras obras de Clovio se conservan en las bibliotecas de Viena, Múnich, París y Mánchester. En Zagreb existe un museo dedicado al artista, Klovicevi Dvori («Palacio de Clovio»), que alberga algunos ejemplos. 
En España, el Museo Lázaro Galdiano posee una Sagrada Familia pintada al temple y oro sobre pergamino, que Clovio pintó por encargo de Ruy Gómez de Silva en 1556 para ser regalada a Carlos I de España. Creó otra obra similar para el mismo cliente, como regalo para su esposa, la princesa de Éboli. Se conserva actualmente en el Museo Marmottan-Monet de París. Hay constancia documental de que el rey Felipe II poseyó varias obras de Clovio, pero casi todas salieron de España, al parecer durante la invasión napoleónica (1808-13); y hasta fecha reciente el único ejemplo del artista conocido en el país era el ya citado del Museo Lázaro Galdiano, al que en 2019 se agregó un Cristo resucitado, según el modelo de Miguel Ángel en Santa Maria sopra Minerva, depositado en el Museo del Prado por American Friends of the Prado Museum, institución a la que había sido donado con ese fin por Pilar Conde.
Clovio diseñó además muchos ropajes para las fiestas nupciales de Ortensia Borromeo, celebradas en el Vaticano en marzo de 1565. Este tipo de tareas era bastante común entre los pintores cortesanos de la época. Estos atuendos son ahora conocidos por una serie de grabados al aguafuerte anónimos, que seguramente se basaron en bocetos de Clovio ahora desaparecidos.
En fecha reciente, el gobierno croata adquirió una obra de Clovio, El Juicio Final, que él había regalado al papa Clemente VII.

## Galería

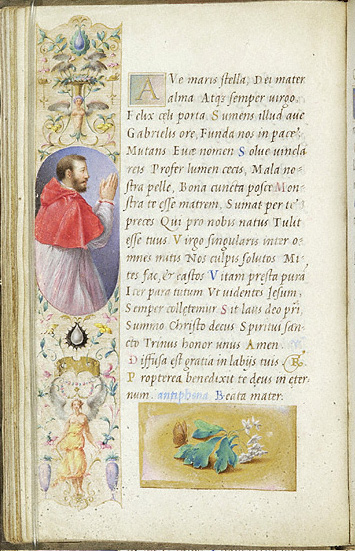
Página de Las horas de los Farnesio, con retrato del cardenal que encargó la obra.
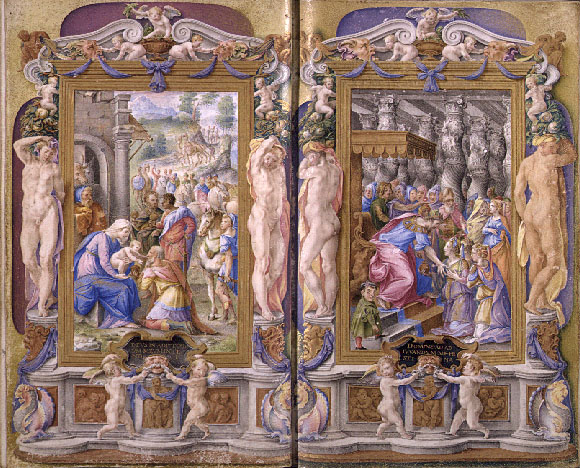
Dos páginas de Las horas de los Farnesio, con La adoración de los reyes magos y Salomón recibiendo a la reina de Saba
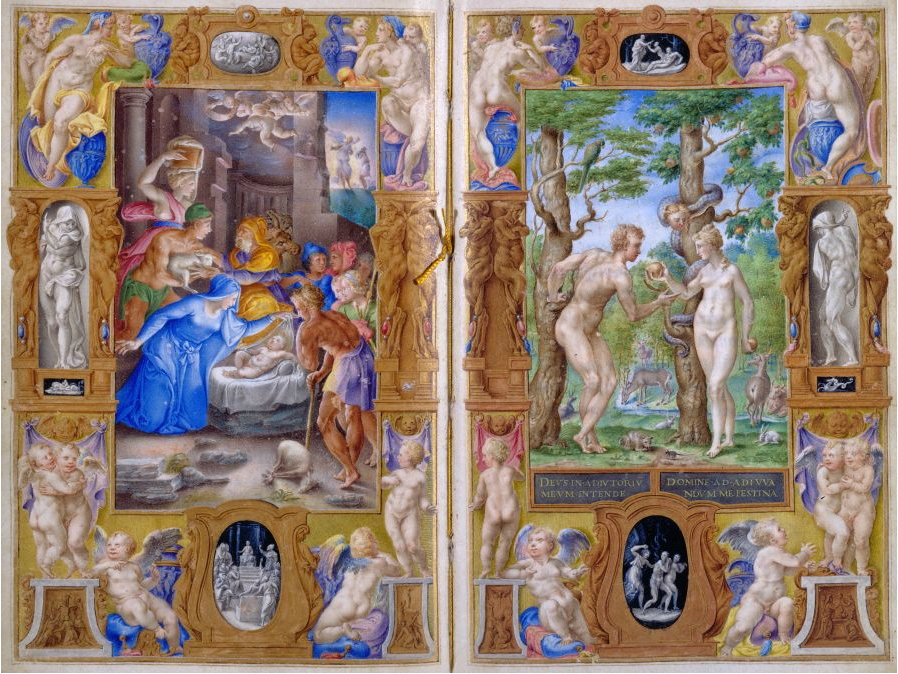
Dos páginas de Las horas de los Farnesio, con La adoración de los pastores y El pecado original
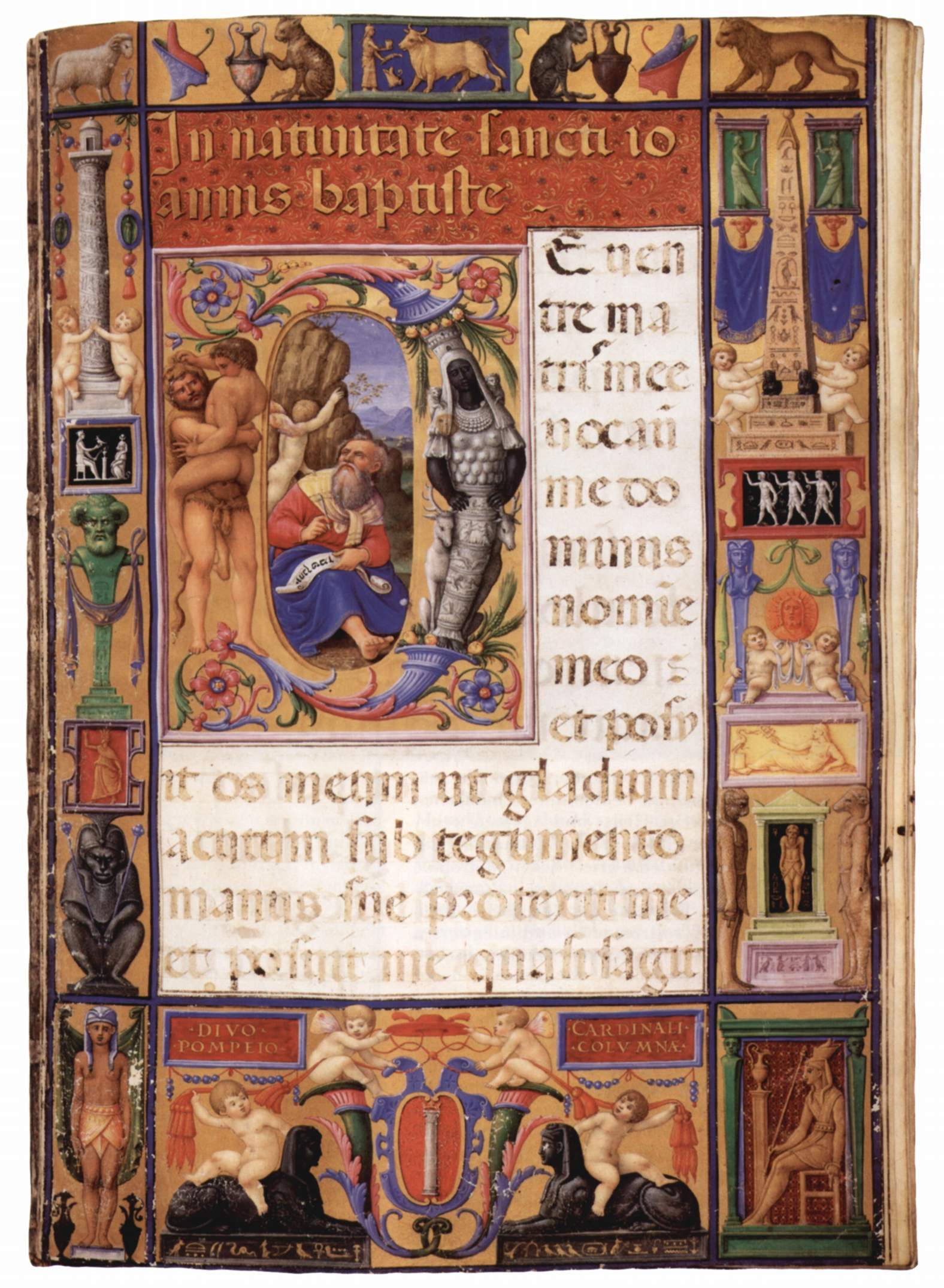
Página del Misal Colonna conservado en Mánchester, con gran letra capital que incluye a san Jerónimo y a Hércules matando a Anteo